# Solberget (naturreservat)
Solberget är ett naturreservat i Jokkmokks kommun i Norrbottens län.
Området är naturskyddat sedan 1997 och är 0,7 kvadratkilometer stort. Reservatet omfattar den nedre sydostsluttningen av Solberget ner mot våtmarker. Reservatet består av brandpräglad tallskog, blandskog och sumpskog. 